# Numicia damocles
Numicia damocles är en insektsart som beskrevs av Ronald Gordon Fennah 1958. Numicia damocles ingår i släktet Numicia och familjen Tropiduchidae. Inga underarter finns listade i Catalogue of Life.